# Vicente Iborra
Vicente Iborra De la Fuente (Moncada, 16 gennaio 1988) è un ex calciatore spagnolo, di ruolo centrocampista.

## Caratteristiche tecniche
È un giocatore robusto che fa dell'intensità della sostanza e della forza, le sue armi migliori. È dotato di una buona personalità, molto duttile tatticamente è soprattutto abile nel gioco aereo. Può giocare occasionalmente all'occorrenza anche come difensore centrale.

## Carriera
Iborra ha iniziato la sua carriera e trascorso la prima parte della sua carriera da professionista nelle file del Levante: dalla stagione 2004-2005 al 2007-2008 ha giocato nelle giovanili, per poi passare in prima squadra. Il 9 gennaio 2008 ha esordito in prima squadra in Coppa del Re contro il Getafe e il 13 gennaio ha debuttato in campionato contro il Real Madrid, con gli anni diventa uno dei giocatori più rappresentativi del club valenciano.
Il 17 agosto 2013 è passato al Siviglia, il 20 agosto 2015 rinnova sino al giugno 2020 il suo contratto, con il club andaluso. Nell'estate 2016 complice l'addio di José Antonio Reyes, diventa ufficialmente il nuovo capitano dei Rojiblancos. L'11 dicembre seguente, realizza in campionato contro il Celta Vigo una tripletta decisiva nella vittoria esterna degli andalusi.
Il 6 luglio 2017 si trasferisce a titolo definitivo al Leicester per circa 15 milioni firmando un contratto quadriennale.
Il 7 gennaio 2019 viene ufficializzato il suo trasferimento a titolo definitivo al Villarreal con un contratto fino al 2023.

## Statistiche

### Presenze e reti nei club
Statistiche aggiornate al 14 aprile 2019.
| Stagione              | Squadra               | Campionato            | Campionato | Campionato | Coppe nazionali | Coppe nazionali | Coppe nazionali | Coppe continentali | Coppe continentali | Coppe continentali | Altre coppe | Altre coppe | Altre coppe | Totale | Totale |
| Stagione              | Squadra               | Comp                  | Pres       | Reti       | Comp            | Pres            | Reti            | Comp               | Pres               | Reti               | Comp        | Pres        | Reti        | Pres   | Reti   |
| --------------------- | --------------------- | --------------------- | ---------- | ---------- | --------------- | --------------- | --------------- | ------------------ | ------------------ | ------------------ | ----------- | ----------- | ----------- | ------ | ------ |
| 2007-2008             | Levante               | PD                    | 14         | 1          | CR              | 2               | 0               | -                  | -                  | -                  | -           | -           | -           | 16     | 1      |
| 2008-2009             | Levante               | SD                    | 31         | 3          | CR              | 0               | 0               | -                  | -                  | -                  | -           | -           | -           | 31     | 3      |
| 2009-2010             | Levante               | SD                    | 36         | 1          | CR              | 0               | 0               | -                  | -                  | -                  | -           | -           | -           | 36     | 1      |
| 2010-2011             | Levante               | PD                    | 16         | 0          | CR              | 0               | 0               | -                  | -                  | -                  | -           | -           | -           | 16     | 0      |
| 2011-2012             | Levante               | PD                    | 32         | 0          | CR              | 6               | 1               | -                  | -                  | -                  | -           | -           | -           | 38     | 1      |
| 2012-2013             | Levante               | PD                    | 35         | 4          | CR              | 2               | 1               | UEL                | 12                 | 2                  | -           | -           | -           | 49     | 7      |
| 2013-2014             | Siviglia              | PD                    | 27         | 3          | CR              | 2               | 0               | UEL                | 12                 | 1                  | -           | -           | -           | 41     | 4      |
| 2014-2015             | Siviglia              | PD                    | 26         | 7          | CR              | 4               | 0               | UEL                | 11                 | 2                  | SU          | 0           | 0           | 41     | 9      |
| 2015-2016             | Siviglia              | PD                    | 29         | 7          | CR              | 7               | 1               | UCL+UEL            | 3+7                | 0+1                | SU          | 1           | 0           | 47     | 9      |
| 2016-2017             | Siviglia              | PD                    | 31         | 7          | CR              | 4               | 1               | UCL                | 7                  | 0                  | SU+SS       | 1+1         | 0           | 44     | 8      |
| Totale Siviglia       | Totale Siviglia       | Totale Siviglia       | 113        | 24         |                 | 17              | 2               |                    | 40                 | 4                  |             | 3           | 0           | 173    | 30     |
| 2017-2018             | Leicester             | PL                    | 19         | 3          | FACup+CdL       | 4+3             | 0               | -                  | -                  | -                  | -           | -           | -           | 26     | 3      |
| 2018-gen. 2019        | Leicester             | PL                    | 8          | 0          | FACup+CdL       | 0+3             | 0+1             | -                  | -                  | -                  | -           | -           | -           | 11     | 1      |
| Totale Leicester City | Totale Leicester City | Totale Leicester City | 27         | 3          |                 | 10              | 1               |                    | -                  | -                  |             | -           | -           | 37     | 4      |
| gen.-giu. 2019        | Villarreal            | PD                    | 19         | 3          | CR              | 1               | 0               | UEL                | 5                  | 1                  | -           | -           | -           | 25     | 4      |
| 2019-2020             | Villarreal            | PD                    | 34         | 1          | CR              | 3               | 0               | -                  | -                  | -                  | -           | -           | -           | 37     | 1      |
| 2020-2021             | Villarreal            | PD                    | 13         | 0          | CR              | 0               | 0               | UEL                | 5                  | 0                  | -           | -           | -           | 18     | 0      |
| 2021-2022             | Villarreal            | PD                    | 20         | 0          | CR              | 3               | 0               | UCL                | 1                  | 0                  | SU          | 0           | 0           | 24     | 0      |
| Totale Villarreal     | Totale Villarreal     | Totale Villarreal     | 86         | 4          |                 | 7               | 0               |                    | 11                 | 1                  |             | 0           | 0           | 104    | 5      |
| 2022-2023             | Levante               | SD                    | 36+4       | 2          | CR              | 3               | 0               | -                  | -                  | -                  | -           | -           | -           | 43     | 2      |
| Totale Levante        | Totale Levante        | Totale Levante        | 204        | 11         |                 | 13              | 2               |                    | 12                 | 2                  |             | -           | -           | 219    | 15     |
| 2023-2024             | Olympiacos            | SLE                   | 15         | 1          | CG              | 1               | 0               | UEL+UECL           | 5+9                | 0+0                | -           | -           | -           | 30     | 1      |
| Totale carriera       | Totale carriera       | Totale carriera       | 446        | 43         |                 | 47              | 5               |                    | 77                 | 7                  |             | 3           | 0           | 572    | 55     |

## Palmarès

### Club

#### Competizioni internazionali
- UEFA Europa League: 4

Siviglia: 2013-2014, 2014-2015, 2015-2016
Villarreal: 2020-2021
- UEFA Conference League: 1

Olympiakos: 2023-2024

#### Competizioni nazionali
- Segunda División: 1

Levante: 2024-2025